# 倫代島
64°11′14″N 21°49′50″W / 64.18722°N 21.83056°W

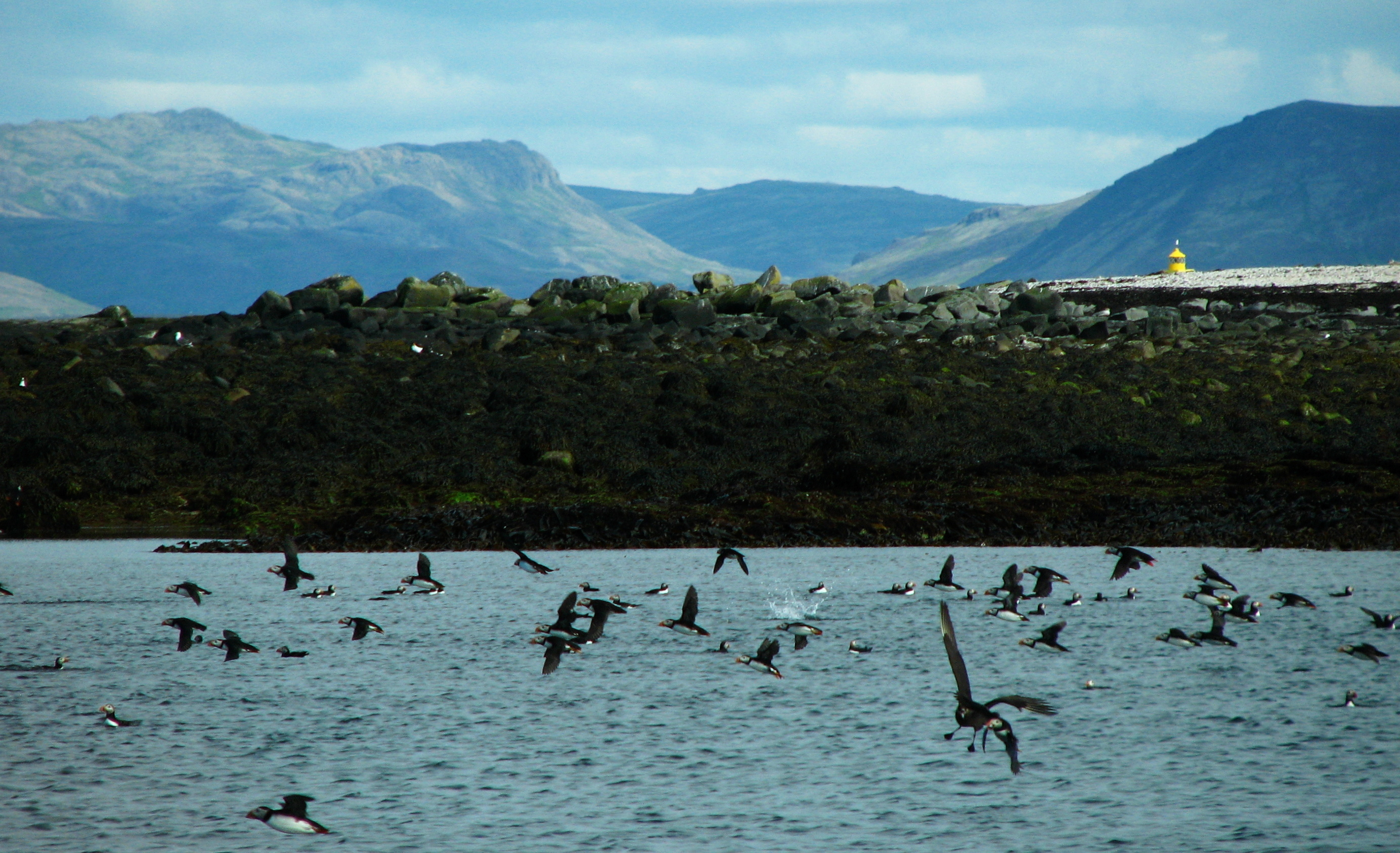

倫代島是冰島的島嶼，位於首都雷克雅未克西岸大西洋海域，長0.4公里、寬0.15公里，面積3公頃，最高點海拔高度14米，該島是多種海鳥的棲息地，島上無人居住。